# Акутна мијелоцитна леукемија
Акутна мијелоцитна леукемија је врста акутних леукемија. Она је малигне болест крви која се одликује ненормалним размножавањем неке од ћелија мијелоидне лозе, повећањем броја белих крвних зрнаца у периферној крви и повећањем масе белих крвних зрнаца у организму. Акутна мијелоцитна леукемија једна је од чешћих акутних леукемија у одраслој доби, а инциденца јој се повећава са годинама. Највећи број ћелија у овој леукемији, у коштаној сржи, чине мијелобласти.

## Клиничка слика
Појави болести може да претходи прелеукемијски синдром месецима, па чак и годинама у виду рефрактаме анемије, тромбоцитопеније или гранулоцитопеније. До примене хемиотерапије просечно трајање живота било је до 2,5 месеца. Око 60-80% болесника који примају хемиотерапију улазе у ремисију која просечно траје 11 месеци, али може трајати две и више година. Лошију прогнозу имају старије особе са великим бројем леукоцита, које од почетка болести имају хеморагијски синдром и инфекцију. Симптоми су обично неспецифични, као што су умор, грозница, слабост, губитак телесне тежине.

## Лабораторијски налаз
У великом броју случајева присутна је анемија, док број белих крвних зрнаца може бити нормалан, смањен или повећан. Дијагнозу је могуће поставити на темељу крвног размаза, али је пожељно испитати и коштану срж. Уколико је аспирацијом добијен узорак коштане сржи недовољан, нужна је биопсија.

## Лечење
Програми лечења су сложени, захтевају тим стручњака, тако да пацијенте треба лечити у специјализованим медицинским центрима. Циљ лечења је ремисија малигног тумора, а то се постиже кад су налази периферне крви и коштане сржи нормални. Трансплантација коштане сржи од идентичних близанаца или браће и сестара са идентичним ХЛА (подударање ткива) је оптималан третман. Зрачењем целог тела и комбинацијом високих доза хемотерапије постиже се потпуно потискивање коштане сржи домаћина, а затим се имплементира коштана срж даваоца. Примена ове терапије носи са собом велики ризик настанка различитих опортунистичких инфекција. Резултати су бољи када се трансплантација изврши током ремисије, а најбољи су код деце и млађих особа.

## Прогноза
Правовременом дијагностиком и одговарајућом терапијом постиже се дуготрајно преживљавање без рецидива код 20 до 40% болесника. Такође у савременој медицини се прибегава све чешће трансплантацији коштане сржи, што код младих особа омогућава и проценат од 50%. За пацијенте са секундарном акутном мијелоцитном леукемијом прогноза је лоша.